# Zone hybride
Les zones hybrides sont des zones frontières entre les territoires occupés par deux espèces animales où existent des hybrides entre ces espèces. Bien que la définition de l’espèce animale implique l’impossibilité de former des hybrides viables, les zones hybrides existent pour une grande variété d’organismes (sauterelles, crapauds, papillons, babouins, lézard, musaraignes, poissons cichlidés, goélands…). L’existence des zones hybrides questionne donc la définition de l’espèce animale.
Typiquement, les zones hybrides sont étroites (quelques centaines de mètres) et longues (plusieurs kilomètres) et contiennent une grande diversité de phénotypes intermédiaires entre les deux espèces parentes ainsi que des individus « purs » de chaque espèce. On peut établir à partir des observations des gradients de fréquences alléliques ou de caractères phénotypiques (clines) qui permettent des transitions, plus ou moins raides selon les cas, entre les deux espèces parentes.
La zone hybride peut résulter du contact secondaire entre deux espèces ayant divergé en allopatrie aussi bien que de la différenciation d’une espèce en deux sous-espèces liée à une discontinuité de l’habitat (dans ce cas la zone hybride est la conséquence d’un isolement reproducteur encore incomplet). L’hybridation peut permettre l’introgression de certains allèles loin dans les populations d’une des deux espèces, plus loin que ne se dispersent les hybrides phénotypiques eux-mêmes. Ce phénomène est plus susceptible d’intervenir sur des portions du génome sélectivement neutres.

## Types de zones hybrides

### Zone de diffusion neutre
Il n’y a pas de sélection contre les hybrides, le gradient de fréquences alléliques ou de caractères phénotypiques est donc voué à s’effacer et les deux espèces à s’homogénéiser, ou une des deux espèces à dégénérer sous l’effet de la dépression hybride.

### Zone de tension
Il y a contre-sélection des hybrides par l’environnement ou à cause d’un génome où les gènes sont mal coadaptés. La zone hybride résulte donc d’un équilibre entre la dispersion (de nouveaux hybrides apparaissent continuellement) et la contre-sélection. Une zone de tension au sens strict n’est pas maintenue par la réponse aux conditions locales (sélection par l’environnement) mais par la contre-sélection endogène des génomes mal coadaptés. Les zones de tension peuvent donc se déplacer dans l’espace sans contraintes.

### Zone de supériorité hybride
La sélection par l’environnement varie dans l’espace et les hybrides sont les individus les mieux adaptés aux conditions régnant dans la zone hybride tandis que les espèces parentes sont les mieux adaptées dans leurs aires respectives. La zone de supériorité hybride suppose un gradient environnemental fort et une très faible dispersion des hybrides.